# Ceratozetes oresbios
Ceratozetes oresbios är en kvalsterart som beskrevs av Valerie M. Behan-Pelletier 1984. Ceratozetes oresbios ingår i släktet Ceratozetes och familjen Ceratozetidae. Inga underarter finns listade i Catalogue of Life.